# Verkehrsbetriebe Schaffhausen vbsh

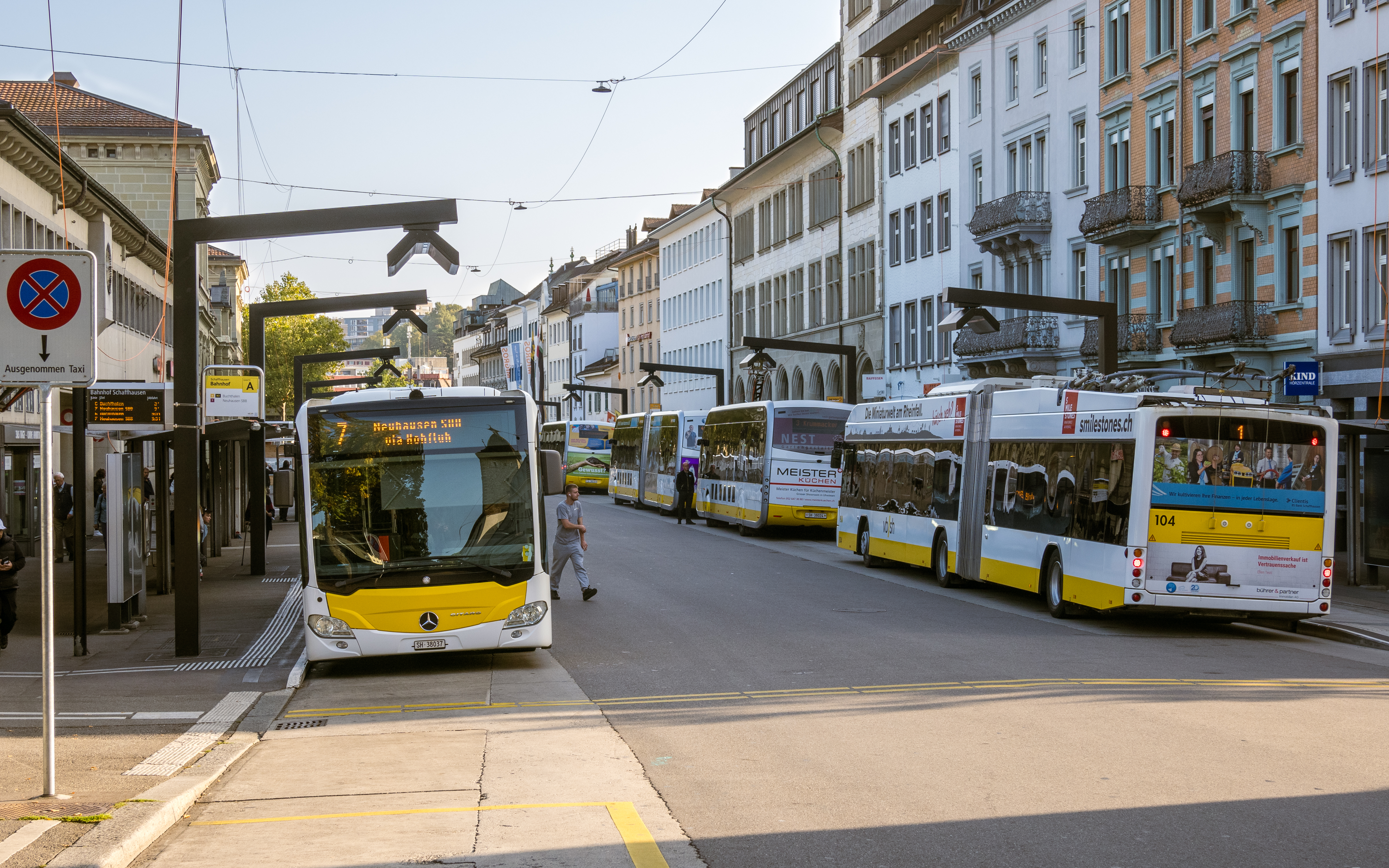
Bushaltestelle am Bahnhof mit Diesel-, Trolley- und Batteriebussen (2023)

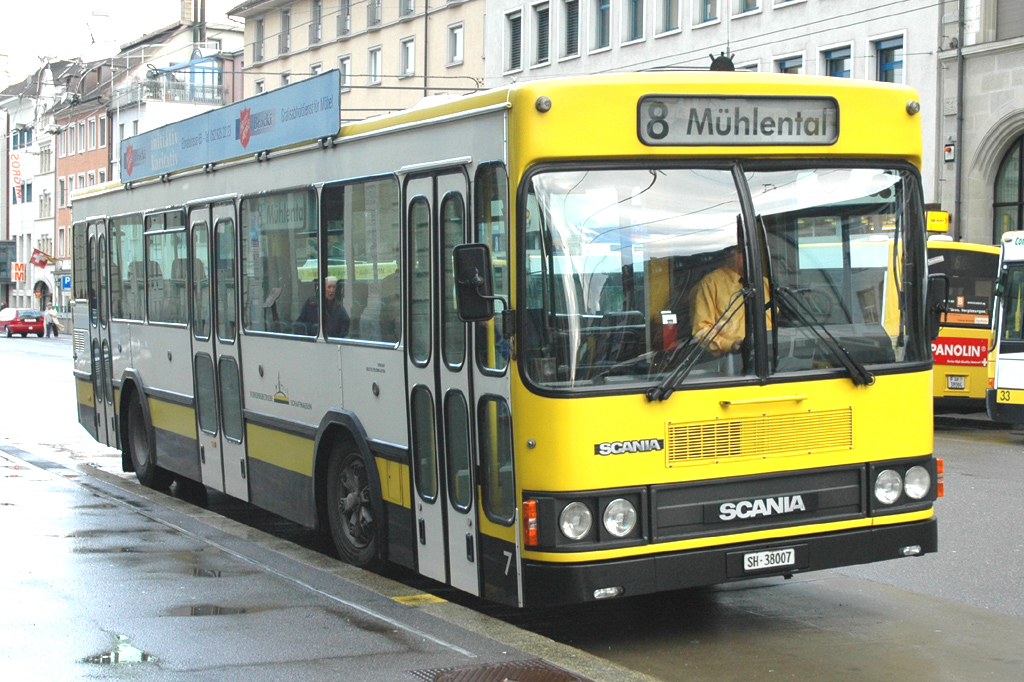
Scania-Dieselbus in 2006

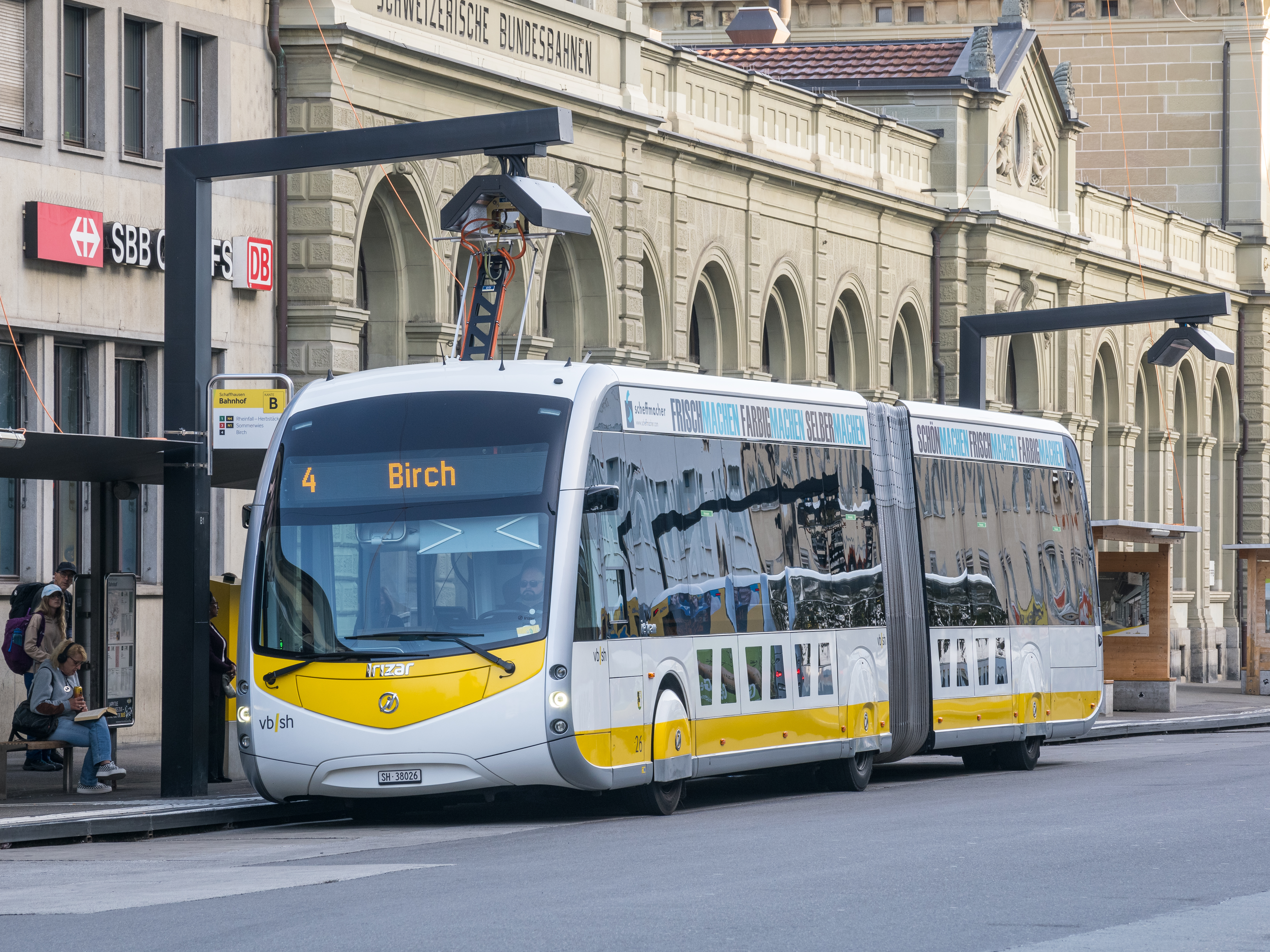
Halten & Laden am Bahnhof: Irizar ie tram (2023)

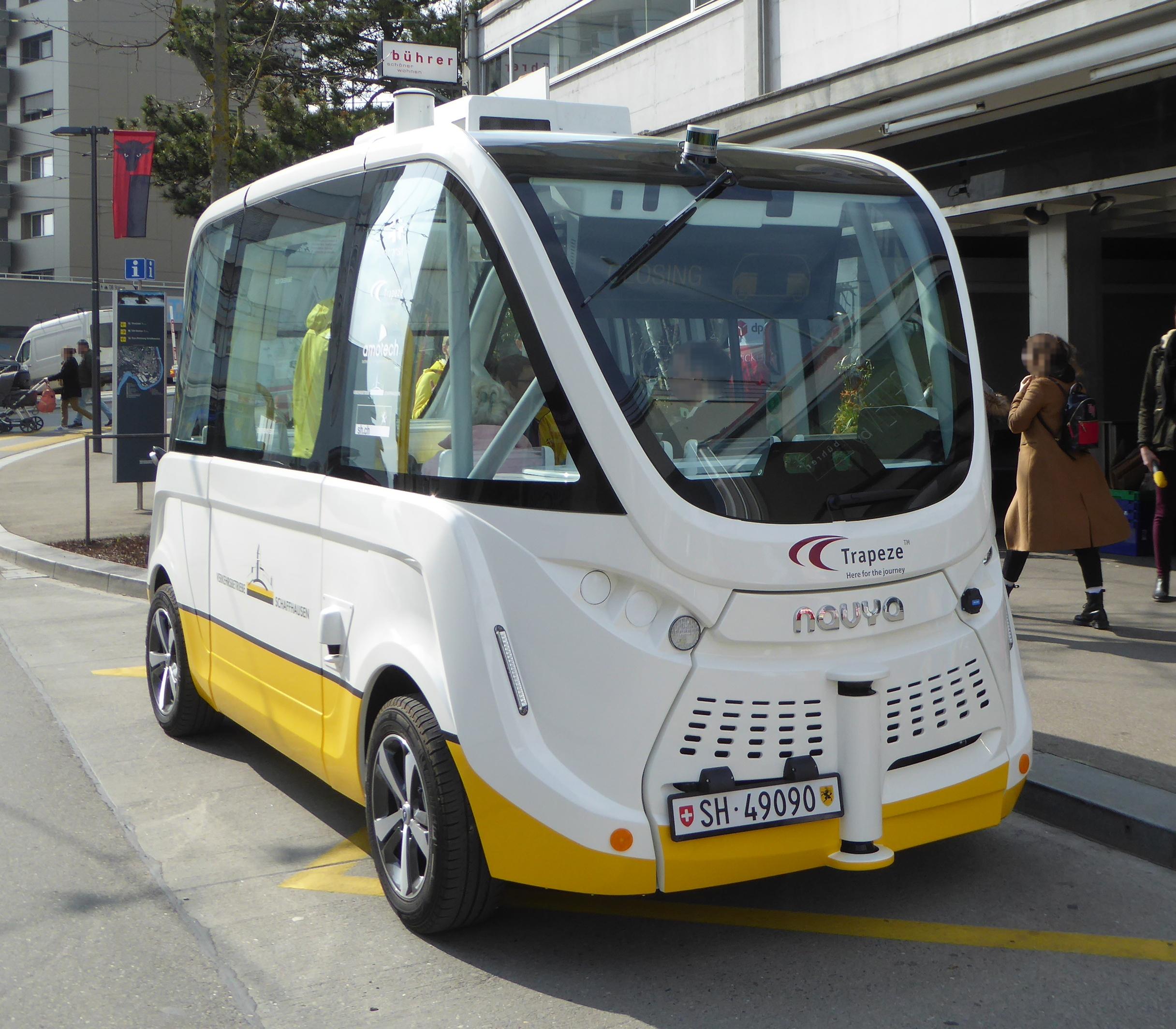
Selbstfahrender Bus in Neuhausen in 2018

Die Verkehrsbetriebe Schaffhausen vbsh sind ein Verkehrsunternehmen im Schweizer Kanton Schaffhausen. Sie bedienen mit den 7 Stadtbuslinien die Stadt Schaffhausen und die Nachbargemeinde Neuhausen am Rheinfall und mit den 7 Regionalbuslinien das gesamte Gebiet des Kantons Schaffhausen mit insgesamt 22 Gemeinden, davon die beiden Gemeinden Büsingen am Hochrhein und Randegg in Deutschland. Alle Linien sind in den Tarifverbund Ostwind integriert.
Die Verkehrsbetriebe Schaffhausen vbsh entstanden 2019 durch die Fusion der Verkehrsbetriebe Schaffhausen (VBSH, Stadt Schaffhausen) und der Regionalen Verkehrsbetriebe Schaffhausen (RVSH, Kanton Schaffhausen). Die Verkehrsbetriebe Schaffhausen vbsh sind Mitglied im Verband öffentlicher Verkehr VöV sowie bei der Union des transports publics UITP.

## Rechtsform
Die Verkehrsbetriebe Schaffhausen vbsh sind eine selbständige, öffentlich-rechtliche Anstalt der Stadt Schaffhausen. Der Grosse Stadtrat übt die Oberaufsicht aus und erlässt die Organisationsverordnung. Der Stadtrat legt die Eignerstrategie fest, genehmigt den Jahresbericht und die Jahresrechnung und wählt die Verwaltungskommission. Die selbständige öffentlich-rechtliche Anstalt ist eine technisch-organisatorisch verselbständigte, aus der Verwaltung ausgegliederte Verwaltungseinheit, der die Erfüllung einer öffentlichen Aufgabe obliegt.

## Geschichte
Zwei Jahrzehnte lang verfolgten die Stadt Schaffhausen und der Kanton Schaffhausen die Strategie, die städtischen und regionalen Busbetriebe zusammenzuführen. In der Volksabstimmung vom 10. Juni 2018 sagten 66 % der städtischen und 72 % der kantonalen Bevölkerung Ja zur Zusammenführung von VBSH und RVSH. Da gegen die Abstimmung zwei Abstimmungsbeschwerden ans Bundesgericht eingereicht wurden, konnte die Fusion erst im April 2019 rückwirkend auf den 1. Januar 2019 vollzogen werden.
Die Strassenbahn Schaffhausen SchSt verkehrte zwischen 1901 und 1966 als strombetriebene Meterspurbahn zur Erschliessung der Stadt Schaffhausen, deren Industriebetriebe im Mühlental und Ebnat und als Verbindung mit der Nachbargemeinde Neuhausen am Rheinfall. Das Tram wurde 1966 durch Trolleybusse abgelöst. Ab 1928 ergänzten im Auftrag der SchSt Stadtbusse den Trambetrieb. 1954 entstand daraus eine Tarifgemeinschaft, die 1966, nach der Umstellung von der Strassenbahn auf Trolleybusse, in Verkehrsbetriebe Schaffhausen VBSch umbenannt wurde. 1990 wurde die Abkürzung von VBSch auf VBSH geändert.
Die Strassenbahn Schaffhausen-Schleitheim (St.S.S.) verband als elektrische Überlandbahn ab 1905 Schaffhausen und Neuhausen mit dem Schleitheimer Ortsteil Oberwiesen. 1964 ersetzte man die Züge auf der Überlandstrecke durch Autobusse. Nach der Umstellung wurde das Unternehmen fortan als Autoverbindung Schaffhausen–Schleitheim ASS bezeichnet. Gleichzeitig wurde die Postautolinie Schleitheim – Beggingen übernommen. 1968 wurde die Gemeinde Gächlingen an das ASS-Netz angeschlossen. Die Stimmberechtigten des Kantons beschlossen 2000 die Umwandlung der ASS in eine Aktiengesellschaft unter dem Namen Regionale Verkehrsbetriebe Schaffhausen RVSH AG. Im Juli 2003 schloss die RVSH AG einen Kooperationsvertrag mit Postauto Schweiz. Mit der Integration der vier bisherigen Postautolinien (Linien 22 bis 25) im Kanton entstand ein Netz von fünf Überlandbuslinien unter einheitlicher Führung. Ab 2004 trat die RVSH AG unter dem Markennamen «SchaffhausenBus» auf. Mit der Einführung der S-Bahn Schaffhausen im Klettgau wuchs das Netz der RVSH auf zuletzt sieben Buslinien.
Im Sommer 2021 wurde am Bahnhof Schaffhausen die Infrastruktur mit Schnellladesystemen aufgebaut. Schritt für Schritt wurden vorerst 15 Dieselbusse durch Elektrobusse ersetzt. Innerhalb der nächsten 10 Jahren sollen alle 42 Dieselbusse im städtischen Netz durch Elektrobusse ersetzt werden.

## Linien (Stand 2025)
Mit Ausnahme der Trolleybus-Line 1 werden die meisten Linien der vbsh mit Batteriebussen betrieben.
Die Stadtbusse vbsh werden von der Stadt Schaffhausen und der Gemeinde Neuhausen bestellt und mit Unterstützung des Kantons finanziert.
- 1 Neuhausen Herbstäcker – Waldfriedhof (je nach Fahrtrichtung 7,7 beziehungsweise 6,8 km, Einsatz von Gelenk-Trolleybussen)

Hauptartikel: Trolleybus Schaffhausen
- 3 Sommerwies – Krummacker (8,4 km, Einsatz von Gelenk-Batteriebussen)
- 4 Birch – Gruben (7,0 km, Einsatz von Gelenk-Batteriebussen)
- 5 Bahnhof SH – Schlossweiher (Herblingen) (Einsatz von Gelenk-Batteriebussen)
- 6 Buchthalen – Spital/Falkeneck (Einsatz von Standard-Batteriebussen)
- 7 Bahnhof SH – Neuhausen am Rheinfall Bahnhof SBB (Einsatz von Standard-Batteriebussen)
- 8 Bahnhof SH – Im Freien (Einsatz von Standard-Autobussen)
- 9 Ebnat – Bahnhof Schaffhausen-Herblingen DB – Einkaufszentrum Herblinger Markt
- 10 Bahnhof SH Nord - Logierhaus - Falkeneck

In den Nächten auf Samstag und Sonntag verkehren zudem die vier städtischen Nachtbus-Linien N1 bis N4 und N76.
Die Regionalbusse vbsh werden von Kanton und Bund bestellt und finanziert, teilweise mit Mitfinanzierung der Gemeinden.
- 21 Schaffhausen – Neuhausen am Rheinfall – Beringen – Löhningen – Siblingen – Gächlingen – Schleitheim – Beggingen–(Neunkirch)
- 22 Schaffhausen – Hemmental
- 23 Schaffhausen – Merishausen – Bargen
- 24 Schaffhausen – Stetten – Lohn – Büttenhardt – Opfertshofen – Altdorf – Hofen – Bibern – Barzheim – Thayngen
- 25 Schaffhausen – Stemmer (D) – Büsingen (D) – Dörflingen – Randegg (D) – Murbach (D) – Buch – Ramsen
- 27 Oberhallau – Hallau – Station Wilchingen–Hallau – Wilchingen – Osterfingen
- 28 Beringen – Guntmadingen

In den Nächten auf Samstag und Sonntag verkehren zudem die sieben regionalen Nachtbus-Linien N21 bis N25 und N77.
Bis zum Fahrplanwechsel 2021/22 wurden die Fahrten auf den Linien 23 bis 25 durch das Subunternehmen Rattin AG, Neuhausen am Rheinfall, ausgeführt. Damit endete eine über 90-jährige Zusammenarbeit. Die Fahrten auf der Linie 28 werden durch den Subunternehmer Weder Transport, Schaffhausen, durchgeführt.

## Fahrzeuge
Die Verkehrsbetriebe Schaffhausen vbsh besitzen (Stand 31. Dezember 2024) total 71 Busse. Weiter besitzt der Subunternehmer Weder Transport 2 Kleinbusse des Typs Sprinter.
Details: Die vbsh benutzen 7 Trolleybusse des Typs Swisstrolley 3 von Carrosserie Hess, 20 Gelenkautobusse des Typs Mercedes-Benz Citaro, 29 Autobusse des Typs Mercedes-Benz Citaro sowie 7 Gelenkautobusse des Typs Irizar ieTram und 8 Autobusse des Typs Irizar ieTram.

## Mitarbeitende
Die Verkehrsbetriebe Schaffhausen vbsh beschäftigten im Jahr 2021 durchschnittlich 230 Mitarbeitende, davon über 200 Fahrdienstmitarbeitende.

## Depot und Kundencenter
Das Hauptdepot und die Verwaltung befinden sich auf dem Ebnat. 2023 wurde das Depot Ebnat erweitert, um alle Fahrzeuge über Nacht einstellen zu können.
Das Kundencenter Ticketeria befindet sich im Bahnhof Schaffhausen.

## Fahrgastinformation
In den Fahrzeugen werden die Fahrgäste über das sogenannte passengertv informiert, hierbei handelt es sich um einen Bildschirm, auf dem neben aktuellen Fahrtinformationen auch Werbung, Nachrichten und das Wetter angezeigt werden.

## Zukunft
Als eine der ersten Städte in Europa will die Stadt Schaffhausen den öffentlichen Busverkehr komplett auf Elektrobusse umstellen.

### Umstellung auf Elektrobusse
Die Verkehrsbetriebe Schaffhausen vbsh haben die 7 Trolleybusse auf die IMC-Technologie umgerüstet. IMC steht für «In-Motion-Charging» und bedeutet, dass die Trolleybusse mit einer Traktionsbatterie aufgerüstet sind, die an den bestehenden Oberleitungen während der Fahrt aufgeladen werden können. Die Technik ermöglichte den Abbau der Oberleitungen auf einzelnen Streckenabschnitten, dies zwischen den Haltestellen Schaffhausen Feuerwehrzentrum und Mühlentor (beim Kraftwerk Schaffhausen) sowie in Neuhausen am Rheinfall zwischen den Haltestellen Scheidegg und Neuhausen Zentrum.
2019 stimmte das Stimmvolk der Stadt Schaffhausen der schrittweisen Umstellung der Stadtbusflotte der Verkehrsbetriebe Schaffhausen vbsh innert 10 Jahren von Dieselbussen auf Elektrobusse mit Schnellladesystem zu. Diese neue Generation von Elektrobussen ist mit einer Batterie ausgestattet, die bei jedem Halt am Bahnhof Schaffhausen, während die Fahrgäste ein- und aussteigen, nachgeladen wird. Innert weniger Minuten findet über einen Ladearm eine Schnellladung statt. Nach einer öffentlichen Ausschreibung hat das spanische Unternehmen Irizar den Zuschlag für die Lieferung des Gesamtsystems erhalten. Die Verkehrsbetriebe Schaffhausen haben zwei Ausführungen des ieTram von Irizar beschafft: den 18 Meter langen Gelenkbus für 130 Personen und den 12 Meter langen Solobus für 70 Passagiere. Alle Busse verfügen über USB-Anschlüsse an den Sitzen und WLAN. Die 15 Busse der ersten Etappe und die komplette Ladeinfrastruktur im Depot und am Bahnhof Schaffhausen sind seit Sommer 2022 in Betrieb.
Die Stadt Schaffhausen ist topografisch und vom Liniennetz her für den Einsatz von Elektrobussen prädestiniert. Alle Buslinien (ausser Linie 9) halten am Bahnhof Schaffhausen und können dort schnellgeladen werden. Der Bahnhof liegt zudem im Tal, was eine Rekuperation auf dem Abwärtsweg möglich macht. In der Hauptpost am Bahnhof gibt es genügend Platz für die Unterbringung der Ladeinfrastruktur. Alle Fäden laufen bei der Stadt zusammen: Sie ist Eigentümerin der Verkehrsbetriebe, Bestellerin im Ortsverkehr, und sie ist für die Neugestaltung des Bahnhofplatzes verantwortlich.

### Selbstfahrender Bus, Linie 12
2018 wurde als Versuchsbetrieb des Swiss Transit Labs die Linie 12 im Zentrum von Neuhausen am Rheinfall mit einem autonom fahrenden Bus in Betrieb genommen. Die Linie war ins Leitsystem der Verkehrsbetriebe Schaffhausen eingebunden, was als Weltneuheit galt. 2019 wurde die Linie bis zum Schlössli Wörth am Rheinfallbecken erweitert. Aufgrund technischer Probleme an Hard- und Software wurde der Betrieb ab dem 21. August 2019 eingestellt. Das ASTRA wertet das Projekt in seinem Abschlussbericht dennoch als Erfolg, weil wertvolle Erfahrungen im Hinblick auf Angebot, Fahrzeugsoftware, Fahrzeughardware und die Akzeptanz in der Bevölkerung gesammelt werden konnten.